# Neven Budak
Neven Budak (Zágráb, 1957. május 3. – ), horvát történész, egyetemi tanár, a Horvát Köztársaság Miniszterelnöki Hivatalának tudományos szaktanácsadója.

## Élete
Zágrábban született 1957-ben Pero Budak horvát színművész, drámaíró, komikus, regényíró, költő, gyermekíró és színházi rendező fiaként. Ott is végezte elemi és középiskolai tanulmányait. 1979-ben diplomázott Zágrábban az egyetem Filozófiai Karán, majd 1991-ben doktorált. 1983-tól a Zágrábi Egyetem Filozófiai Kar Horvát Történelem Tanszékén, Nada Klaić helyén tanít középkori történelmet, 2002-től egyetemi tanár. 1994-től 2002-ig a budapesti Közép-európai Egyetemen várostörténetet tanított. 2000 és 2004 között a zágrábi Filozófiai Kar dékánja. Az Otium történelmi társaság egyik alapítója (elnöke 1992-96), 1999 óta a Horvát Nemzeti Történettudományi Bizottság elnöke. A középkor város- és társadalomtörténeti témáira specializálódott, több cikket és könyvet publikált a témában. 2003-tól a Horvát Történeti Múzeum igazgatója.
2009 és 2013 között az Országos Felsőoktatási Tanács tagja volt. Zoran Milanović, a Horvát Köztársaság tizenkettedik kormányának miniszterelnöke 2012. január 16-án Budakot a Horvát Köztársaság Miniszterelnöki Hivatalának tudományos szaktanácsadójává nevezte ki. Ebben a beosztásban 2015-ig az Oktatási, Tudományos és Technológiai Stratégia (HAZU-MZOS) kidolgozásáért és végrehajtásáért volt felelős. Irányítása alatt megszületett az ennek megvalósítására szolgáló stratégia és projekt „Nove boje znanja” (A tudás új színei) néven, amelyhez a 2015-ben megjelent, azonos című könyvet is szerkesztették.

## Történészi munkássága
Történeti kutatási területe kezdetben a középkori város- és társadalomtörténet témáira specializálódott, kiterjesztve Szlavónia és Dalmácia középkorára, a délszlávok etnikai identitásának kialakítására, a horvátok etnogenezisére, amelyre 1989-ben nemzetközi tudományos konferenciát szervezett. Kutatási területéhez tartozik Horvátország kora középkora, kialakulása és keresztény hitre térítése.
Életműve 2017-ig szerzőként és társszerzőként hét tudományos könyvet tartalmazott. Nyolc könyvben szerkesztőként és társszerkesztőként szerepelt. 56 könyvfejezetet, 38 tudományos közleményt írt folyóiratokban, ezenkívül 86 szakmai közlemény, 50 enciklopédikus hozzászólás szerzője, valamint számos tudományos konferencia és kiállítás szervezője. A HRT Hrvatski kings (Horvát királyok) című televíziós sorozatának főtanácsadójaként is részt televíziós munkában is részt vett.

## Művei

### Szerzőként
- Gradovi Varaždinske županije u srednjem vijeku: urbanizacija Varaždinske županije do kraja 16. stoljeća, Koprivnica: Dr. Feletar (1994)
- Prva stoljeća Hrvatske, Zagreb: Hrvatska sveučilišna naknada (1994)
- Karlo Veliki, Karolinzi i Hrvati, Split: Muzej hrvatskih arheoloških spomenika (2001)
- Habsburzi i Hrvati (with Mario Strecha, Željko Krušelj), Zagreb: Srednja Europa (2003)
- Hrvatska povijest srednjeg vijeka (with Tomislav Raukar), Zagreb: Školska knjiga (2006)
- Što nam se događa?, Zagreb: Srednja Europa (2006)
- Hrvatska i Slavonija u ranome novom vijeku, Zagreb: Leykam International (2007)
- Hrvatski vladari: knezovi, kraljevi, biskupi, Zagreb: V.B.Z. (2013)
- Povijest hrvatskih zemalja u srednjem vijeku: Hrvatska povijest od 550. do 1100., Zagreb: Leykam International (2018)

### Szerkesztőként
- Etnogeneza Hrvata (Ethnogeny of the Croats), Zagreb: Matica hrvatska, Department of Croatian History of the FFZG (1995)
- Leksikon hrvatskog nacionalnog odbora za povijesne znanosti (with Kristina Milković), Zagreb: FF Press (2004)
- Raukarov zbornik : zbornik u čast Tomislava Raukara, Zagreb: FF Press (2005)
- Croatica: Hrvatski udio u svjetskoj baštini 1 & 2, Zagreb: Profil International (2007)
- Towns and communication, Zagreb: Leykam International (2009)
- Hrvatski nacionalni identitet u globalizirajućem svijetu (with Vjeran Katunarić), Zagreb: Pravni fakultet, Centar za demokraciju i pravo "Miko Tripalo", (2010)
- Hrvatski sabor, Zagreb: Leykam International (2010)
- Istarski sabor (La Dieta istriana), Poreč: Zavičajni muzej Poreštine, Humaniora (2011)

### Válogatott dolgozatok és könyvfejezetek
- "Obsidio Jadrensis kao povijesno i književno djelo naše rane renesanse", Radovi Filozofskog fakulteta u Zadru, vol. 23, pg. 133-138 (1983-1984)
- "Pregled literature i objavljenih izvora o problemu serva i famula u srednjovjekovnim društvima na istočnom Jadranu", Radovi Instituta za hrvatsku povijest, vol. 17, pg. 5-34 (1984)
- "Trgovina radnom snagom na istočnom Jadranu - razvoj i značaj", Historijski zbornik, vol. 37, pg. 105-138 (1984)
- "Hrvatska historiografija o srednjem vijeku (do 1527)", Historijski zbornik, vol. 40, pg. 1-21 (1987)
- "U sukobu s javnim moralom. Primjeri iz seksualnog života Varaždinaca u 16. stoljeću", Radovi Zavoda za hrvatsku povijest, vol. 21, 121-130 (1988)
- "Ivan od Paližne, prior vranski, vitez reda Sv. Ivana", Historijski zbornik, vol. 42, 57-70 (1989)
- "Hrvatska u vrijeme Trpimira", Kaštelanski zbornik, vol. 3, 58-63 (1993)
- "Tumačenje podrijetla i najstarije povijesti Hrvata u djelima srednjovjekovnih pisaca", in Etnogeneza Hrvata, pg. 73-78 (1995)
- "Hrvati između Franaka i Bizanta", Zagreb: Hortus artium medievalium, vol. 3, pg. 15–22 (1997)
- "Hrvatski identitet i ranosrednjovjekovno kraljevstvo", Historijski zbornik, vol. 52, pg. 122–126 (1999)*
- "Hrvatska historiografija o srednjem vijeku", Historijski zbornik, vol. 52, pg. 165–169 (1999)
- "Hrvati između Franaka i Bizanta", Zagreb: Hortus artium medievalium, vol. 6, pg. 135–142 (2000)
- "Slavery in Late Medieval Dalmatia/Croatia: Labour, Legal Status, Integration", Mélanges de l'École française de Rome: Moyen Âge, vol. 112 (2), pg. 745-760 (2000)
- "Slavic ethnogenesies in modern Northern Croatia", in Slovenija in sosednje dežele med antiko in karolinško dobo: Začetki slovenske etnogeneze, Ljubljana, pg. 395-401 (2000)
- "Hrvati u ranom srednjem vijeku"; "Polaganje temelja Kraljevstva Hrvatske i Dalmacije" "Hrvatski društveni razvoj u ranom srednjem vijeku" in: Povijest Hrvata, I, Zagreb: Školska knjiga, pg. 49–79, 84-113, 135-144 (2003)
- "Identities in Early Medieval Dalmatia (7th - 11th c.)", in: Franks, Northmen and Slavs: Identities and State Formation in Early Medieval Europe, ed. Ildar H. Garipzanov, Patrick J. Geary, Przemysław Urbańczyk, Turnhout: Brepols, pg. 223-241 (2008)
- "Early medieval boundaries in Dalmatia/Croatia (8th–11th centuries)", Castellum, Civitas, Urbs, Vol. 6, pg. 33–44 (2015)

## Fordítás
- Ez a szócikk részben vagy egészben  a   Neven Budak című angol Wikipédia-szócikk ezen változatának fordításán alapul.  Az eredeti cikk szerkesztőit annak laptörténete sorolja fel. Ez a jelzés csupán a megfogalmazás eredetét és a szerzői jogokat jelzi, nem szolgál a cikkben szereplő információk forrásmegjelöléseként.
- Ez a szócikk részben vagy egészben  a   Neven Budak című horvát Wikipédia-szócikk ezen változatának fordításán alapul.  Az eredeti cikk szerkesztőit annak laptörténete sorolja fel. Ez a jelzés csupán a megfogalmazás eredetét és a szerzői jogokat jelzi, nem szolgál a cikkben szereplő információk forrásmegjelöléseként.